# Хомутовський юрт
Хомутовський юрт — юрт у складі Черкаського округу області Війська Донського.
На 1859 рік юрт не існував. З'являється у Черкаському окрузі у переліку 1873 року. За даними на 1873 рік у Хомутовському юрті було 160 дворових садиб й 51 недворова садиба; мешкало 1036 осіб (557 чоловіків й 479 жінок). Тоді до складу Хомутовського юрту відносилися:
- Хомутовська станиця положена над балкою Мокрий Батай у 30 верстах від Новочеркаська й у 17 верстах від Махинської поштової станції налічувала 160 дворових садиб й 51 недворову садибу; 1036 осіб (557 чоловіків й 479 жінок);
- Чикилев хутір був положений над Чикилевою балкою у 8 верстах від Хомутівської станиці й у 12 верстах від Кагальницької поштової станції налічував 9 дворових садиб; 53 особи (32 чоловіків й 21 жінка);
- хутір Растригин був положений над Чикилевою балкою у 8 верстах від Хомутівської станиці й у 12 верстах від Кагальницької поштової станції, налічував 1 дворову садибу; 4 осіб (3 чоловіків й 1 жінку).

Хомутівська станиця тепер розташована у Кагальницькому районі. Хутори Чикилев й Растригин тепер не існують.